# Central Nuclear Dresden
La Central Nuclear Dresden, en Illinois, fue la primera central nuclear que se construyó en Estados Unidos. La primera unidad fue activada en 1960. Las tres unidades de Dresden son BWRs de General Electric. Está situada en un terreno de 3,9 km²) en el Condado de Grundy, Illinois, cerca de Morris, Illinois. Da servicio a Chicago y el cuarto norte del estado de Illinois. Dresden 1 fue retirada de servicio en 1978.